# Scoliopteryx postnigrescens
Scoliopteryx postnigrescens là một loài bướm đêm trong họ Erebidae.